# ملکه برفی (فیلم ۲۰۰۵)
«ملکه برفی» (انگلیسی: The Snow Queen (2005 film)) فیلمی در ژانر فانتزی است که در سال ۲۰۰۵ منتشر شد. از بازیگران آن می‌توان به جولیت استیونسون و پاتریک استوارت اشاره کرد.